# Liste des maires de Conflans-Sainte-Honorine
 (août 2025).
La liste des maires de Conflans-Sainte-Honorine présente la liste des maires de la commune française de Conflans-Sainte-Honorine, située dans le département des Yvelines en région Île-de-France.

## L'Hôtel de ville

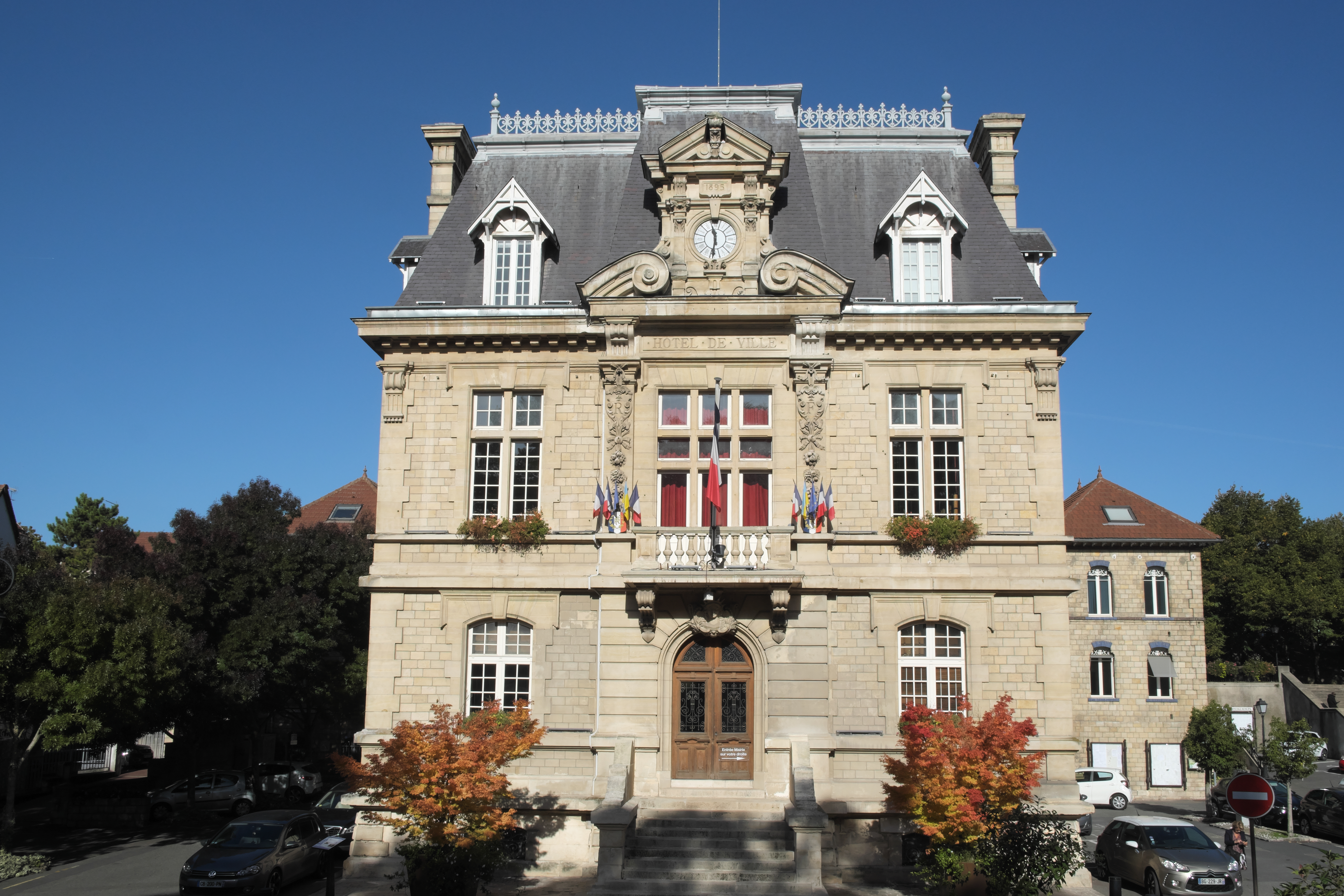
L'hôtel de ville en 2022.

## Liste des maires

### De 1790 à 1944
| Période           | Période           | Identité                                   | Étiquette     | Qualité |
| ----------------- | ----------------- | ------------------------------------------ | ------------- | --- |
| 9 février 1790    | 16 janvier 1791   | Denis Martin Delacroix (1735-1811)         |               | Vigneron Démissionnaire |
| 23 janvier 1791   | 8 avril 1797      | Pierre Ambroise Le Page                    |               | Marinier |
| 9 avril 1797      | 20 avril 1799     | Eustache Richardière (1764-1803)           |               | Notaire |
| 21 avril 1799     | 10 août 1799      | Pierre Ambroise Le Page                    |               | Marinier Suspendu |
| 10 août 1799      | 28 mai 1800       | Marc Flore Sabatier (1761-1820)            |               | Négociant, propriétaire Commandant en chef de la Garde nationale de Conflans                                                  |
| 28 mai 1800       | 1er décembre 1810 | Pierre Ambroise Le Page                    |               | Marinier Décédé en fonction                                                                                                   |
| 20 janvier 1811   | 19 avril 1815     | Claude Louis de Moyria (1780-1836)         |               | |
| 19 avril 1815     | 7 mai 1815        | Frédéric Lhéritier de Chézelle (1775-1841) |               | |
| 7 mai 1815        | 26 juillet 1815   | Antoine Clément Lefevre                    |               | |
| 28 juillet 1815   | 2 septembre 1821  | Claude Louis de Moyria (1780-1836)         |               | |
| 2 septembre 1821  | 23 août 1829      | Samuel Lhéritier de Chézelle (1772-1829)   |               | Militaire, Baron de l'Empire Décédé en fonction                                                                               |
| 13 septembre 1829 | 7 octobre 1830    | Pierre Charles Lalouette                   |               | Démissionnaire |
| 16 octobre 1830   | 15 août 1843      | Jean Arnoult Crapotte (1773-1852)          |               | Propriétaire, cultivateur |
| 15 août 1843      | 5 juin 1849       | Jean Fouillère (1809-1881)                 |               | Maître carrier Démissionnaire                                                                                                 |
| 15 juin 1849      | 14 février 1856   | Armand Hanriot (1806-1878)                 |               | Notaire |
| 14 février 1856   | 19 décembre 1866  | Jean Fouillère (1809-1881)                 |               | Maître carrier |
| 19 décembre 1866  | 15 mai 1871       | Pierre François Lambert (1818-1877)        |               | |
| 15 mai 1871       | 30 janvier 1881   | Jules Gévelot                              | Centre gauche | Industriel, licencié en droit Député de l'Orne (1869 → 1870 et 1871 → 1904) Conseiller général de Messei (Orne) (1869 → 1904) |
| 30 janvier 1881   | 23 avril 1882     | Jean Baptiste Drapier (1828-1899)          |               | Marinier, employé, marchand de vins et de charbon, propriétaire                                                               |
| 23 avril 1882     | 18 janvier 1885   | Armand Leprince (1833-1906)                |               | Cultivateur, fruitier, horticulteur                                                                                           |
| 18 janvier 1885   | 12 août 1888      | François Dominique Piéplu (1833-1902)      |               | Tailleur de pierre Démissionnaire                                                                                             |
| 12 août 1888      | 15 mai 1892       | Jean Arsène Broutin                        |               | Marchand des quatre-saisons                                                                                                   |
| 15 mai 1892       | 20 mai 1900       | Armand Leprince (1833-1906)                |               | Cultivateur, fruitier, horticulteur                                                                                           |
| 20 mai 1900       | 10 décembre 1919  | Henri Crapotte                             |               | Employé des chemins de fer, horticulteur, propriétaire Chevalier de la Légion d'honneur (1908) et du Mérite agricole          |
| 10 décembre 1919  | 17 mai 1925       | Alphonse Spicq                             |               | |
| 17 mai 1925       | 17 mai 1929       | Henri Crapotte                             |               | Employé des chemins de fer, horticulteur, propriétaire Chevalier de la Légion d'honneur (1908) et du Mérite agricole          |
| 17 mai 1929       | 7 septembre 1933  | Paul Brard                                 |               | |
| 7 septembre 1933  | 17 mai 1935       | Pierre Lambert (1886-1966)                 |               | Cultivateur, petit-fils d'Armand Leprince Chevalier du Mérite agricole                                                        |
| 17 mai 1935       | 14 mai 1937       | Raoul Boileau (1878-1958)                  |               | |
| 14 mai 1937       | 5 mai 1941        | Georges Aubailly                           | PRRRS         | |
| 5 mai 1941        | 9 septembre 1944  | Charles Vassal                             |               | Démissionnaire |

### Depuis la Libération
| Période           | Période                    | Identité                     | Étiquette                | Qualité |
| ----------------- | -------------------------- | ---------------------------- | ------------------------ | --- |
| 9 septembre 1944  | 18 mai 1945                | Eugène Sebot                 |                          | |
| 18 mai 1945       | 14 septembre 1945          | Auguste Romagné (1892-1945)  | PCF                      | Rédacteur d'assurances Conseiller municipal (1937 → 1939) Décédé en fonction |
| 19 septembre 1945 | 24 octobre 1947            | Jules Gautrin                | PCF                      | |
| 24 octobre 1947   | 20 mars 1959               | Léon Dupont (1883-1964)      | SFIO                     | |
| 20 mars 1959      | 30 mai 1968                | Eugène Berrurier (1902-2003) | DVD                      | Vigneron Conseiller général de Conflans-Sainte-Honorine (1964 → 1979) |
| 30 mai 1968       | 26 mars 1971               | Maurice Chaval (1922-2022)   | DVD                      | Instituteur Deuxième adjoint au maire (1959 → 1968) Chevalier des Palmes académiques |
| 26 mars 1971      | 12 juillet 1973            | Eugène Berrurier (1902-2003) | DVD                      | Vigneron Conseiller général de Conflans-Sainte-Honorine (1964 → 1979) Démissionnaire |
| 12 juillet 1973   | 17 mars 1977               | Gilbert Legrand              | DVD                      | |
| 17 mars 1977      | 6 septembre 1994           | Michel Rocard                | PS                       | Inspecteur général des finances Premier ministre (1988 → 1991) Ministre (1981 → 1985) Député européen (1994 → 2009) Député des Yvelines (1969 → 1973 et 1978 → 1981) Premier secrétaire du Parti socialiste (1993 → 1994) Démissionnaire |
| 12 septembre 1994 | 18 mars 2001               | Jean-Paul Huchon             | PS                       | Haut fonctionnaire Adjoint au maire (1977 → 1994) Conseiller régional d'Île-de-France (1998 → 2015) Président du conseil régional d'Île-de-France (1998 → 2015)                                                                          |
| 18 mars 2001      | 4 avril 2014               | Philippe Esnol               | PS puis PRG              | Cadre supérieur Premier adjoint au maire (1995 → 1998) Sénateur des Yvelines (2011 → 2017) Conseiller général de Conflans-Sainte-Honorine (1998 → 2011)                                                                                  |
| 4 avril 2014      | En cours (au 14 mars 2025) | Laurent Brosse               | UMP-LR puis DVD puis HOR | Avocat en droit social Conseiller départemental de Conflans-Sainte-Honorine (2015 → ) Vice président de la CU Grand Paris Seine et Oise (2016 → ) Réélu pour le mandat 2020-2026                                                         |

## Conseil municipal actuel
Les 39 sièges composant le conseil municipal de Conflans-Sainte-Honorine ont été pourvus le 15 mars 2020 lors du premier tour de scrutin. Actuellement, il est réparti comme suit :